# Sciophila
Sciophila är ett släkte av tvåvingar som beskrevs av Johann Wilhelm Meigen 1818. Sciophila ingår i familjen svampmyggor.

## Dottertaxa tillSciophila, i alfabetisk ordning[1][2]
- Sciophila aberrans
- Sciophila adamsi
- Sciophila agassis
- Sciophila altaica
- Sciophila americana
- Sciophila antarctica
- Sciophila antiqua
- Sciophila arizonensis
- Sciophila arnaudi
- Sciophila atrigaster
- Sciophila australis
- Sciophila baishanzua
- Sciophila balderi
- Sciophila baltica
- Sciophila bicolor
- Sciophila bicuspidata
- Sciophila bifida
- Sciophila bilobata
- Sciophila buxtoni
- Sciophila caesarea
- Sciophila californiensis
- Sciophila calopus
- Sciophila canadensis
- Sciophila ciliata
- Sciophila cincta
- Sciophila cincticornis
- Sciophila cinctifemus
- Sciophila clava
- Sciophila clifton
- Sciophila cliftoni
- Sciophila concava
- Sciophila conformis
- Sciophila cordata
- Sciophila corlutea
- Sciophila cornuta
- Sciophila delphis
- Sciophila digitilenta
- Sciophila dispansa
- Sciophila dissimilis
- Sciophila distincta
- Sciophila dziedzickii
- Sciophila emarginata
- Sciophila eryngii
- Sciophila exserta
- Sciophila fasciata
- Sciophila fenestella
- Sciophila fenestralis
- Sciophila festiva
- Sciophila fidelis
- Sciophila fistulata
- Sciophila fractinervis
- Sciophila fridolini
- Sciophila fujiana
- Sciophila fuliginosa
- Sciophila fusca
- Sciophila gagnei
- Sciophila garretti
- Sciophila geniculata
- Sciophila grisea
- Sciophila gutianshana
- Sciophila habilis
- Sciophila hebes
- Sciophila hirta
- Sciophila holopaineni
- Sciophila iberolutea
- Sciophila impar
- Sciophila incallida
- Sciophila infirma
- Sciophila infundibulata
- Sciophila insignis
- Sciophila insolita
- Sciophila insueta
- Sciophila interrupta
- Sciophila intima
- Sciophila iowensis
- Sciophila jakutica
- Sciophila kakumensis
- Sciophila karelica
- Sciophila kjaerandseni
- Sciophila koundensis
- Sciophila krivosheinae
- Sciophila krysheni
- Sciophila laffooni
- Sciophila lenae
- Sciophila leptosoma
- Sciophila limbatella
- Sciophila lobula
- Sciophila longistyla
- Sciophila lutea
- Sciophila matilei
- Sciophila mazumbaiensis
- Sciophila melanocephala
- Sciophila minuta
- Sciophila mirabilis
- Sciophila mississippiensis
- Sciophila modesta
- Sciophila montana
- Sciophila muglolutea
- Sciophila nebulosa
- Sciophila neohebes
- Sciophila nigronitida
- Sciophila nitens
- Sciophila nonnisilva
- Sciophila notabilis
- Sciophila novata
- Sciophila obsoleta
- Sciophila ochracea
- Sciophila ocreata
- Sciophila pallipes
- Sciophila palmosa
- Sciophila pamirica
- Sciophila pandora
- Sciophila papula
- Sciophila parahebes
- Sciophila paranensis
- Sciophila parva
- Sciophila parviareolata
- Sciophila persubtilis
- Sciophila pilusolenta
- Sciophila pinniger
- Sciophila pluridentata
- Sciophila plurisetosa
- Sciophila pomacea
- Sciophila popocatepetli
- Sciophila praecox
- Sciophila pseudoflexuosa
- Sciophila pusilla
- Sciophila qingyuanensis
- Sciophila quadra
- Sciophila quadratula
- Sciophila quadriterga
- Sciophila robusta
- Sciophila rufa
- Sciophila salassea
- Sciophila septentrionalis
- Sciophila setiterminata
- Sciophila setosa
- Sciophila severa
- Sciophila sicilicula
- Sciophila silvatica
- Sciophila similis
- Sciophila sordida
- Sciophila spinifera
- Sciophila stellata
- Sciophila subbicuspidata
- Sciophila sublimbatella
- Sciophila suthepensis
- Sciophila svengestoeli
- Sciophila tantilla
- Sciophila tenuis
- Sciophila thoracica
- Sciophila tristis
- Sciophila turkolutea
- Sciophila vakulenkoi
- Sciophila valdiviana
- Sciophila varia
- Sciophila vernalis
- Sciophila vockerothi
- Sciophila yakutica
- Sciophila yangi
- Sciophila yokoyamai
- Sciophila zaitzevi